# Cases al carrer Sant Antoni, 2-12 (Santa Coloma de Gramenet)
Les Cases al carrer Sant Antoni, 2-12 és una obra de Santa Coloma de Gramenet (Barcelonès) protegida com a Bé Cultural d'Interès Local.

## Descripció
Es tracta d'un conjunt de cases rurals unifamiliars en rengle de dues plantes entre mitgeres i coberta inclinada.
Les façanes són de pedra amb obertures petites i verticals poc nombroses. Les cases presenten acabats d'estuc de calç pintat amb els colors imitant els tradicionals. Destaca la font adossada a la façana número 8.
Les cobertes són de teula àrab a doble vessant amb el carener paral·lel a la façana.